# Polyura sandakanus
Polyura sandakanus är en fjärilsart som beskrevs av Hans Fruhstorfer 1895. Polyura sandakanus ingår i släktet Polyura och familjen praktfjärilar. Inga underarter finns listade i Catalogue of Life.